# Килла-Сайфулла
Килла-Сайфулла (англ. Qilla Saifullah) — небольшой город на юге Пакистана, в провинции Белуджистан. Административный центр округа Килла-Сайфулла.

## География
Город находится в северной части Белуджистана, в гористой местности, в долине реки Зхоб. Абсолютная высота — 1 549 метров над уровнем моря.
Килла-Сайфулла расположена на расстоянии приблизительно 135 километров к северо-востоку от Кветты, административного центра провинции и на расстоянии 545 километров к юго-западу от Исламабада, столицы страны. Ближайший гражданский аэропорт расположен в городе Лоралай.

## История
8 июня 2022 года 22 человека погибли в результате падения автобуса в глубокий овраг.